# Nupserha minor
Nupserha minor là một loài bọ cánh cứng trong họ Cerambycidae.